# 普卡蓬塔山 (萬卡韋利卡大區)
13°00′41″S 75°01′52″W / 13.01139°S 75.03111°W
普卡蓬塔山（Puka Punta），是秘魯的山峰，位於該國中南部萬卡韋利卡大區，由聖阿納區和萬卡韋利卡區負責管轄，屬於瓊塔山脈的一部分，海拔高度5,136米。